# Лимун Папић
Лимун Папић (3. новембар 1933 — 10. август 2003) био је српски спортски новинар. У више наврата био је члан руководства, између осталих Фудбалског, кошаркашког и одбојкашког клуба „Борац”. Добитник је многих награда као што су: Орден рада са сребрним вијенцем, Мајске награде БиХ, Награде Бањалуке "Веселин Маслеша"..

## Биографија
Рођен је у Бањој Луци 3. новембра 1933. За вријеме Другог свјетског рата као избјеглица је живио у Никшићу и Подгорици. 
У Бањој Луци је завршио учитељску и Вишу педагошку школу. Године 1949. био је члан атлетске репрезентације БиХ. Новинарством је почео да се бави у априлу 1956. када је постао дописник београдског листа "Спорт". У "Бањалучким новинама"(касније "Крајишке новине", "Глас", па "Глас српски", а данас "Глас Српске") почео је да сарађује у фебруару 1954, а од септембра 1958. примљен је у стални радни однос. Поред многих новинарских текстова, објавио је већи број фељтона из разних области живота. Знао је да каже "новинар учи све док ке жив" и "прави новинар се постаје када прођете кроз све рубрике у редакцији"  Аутор је или коаутор неколико књига са спортском тематиком. Извјештавао је са југословенских, балканских, европских, свјетских шампионата, те са Олимпијских игара. Написао је, између осталих, књиге: "Пола вијека КК Борац Нектар", "Крајишник, клуб којег више нема", "55 година фК БСК"...
У више наврата био је члан руководства бањалучких спортских клубова, између осталих ФК Борац, КК Борац и ОК Борац. Био је страствени навијач Борца. Пет година је био на дужности генералног секретара Организационог комитета Кошаркашког европско првенства за Жене(КЕП), које је септембра 1980. одржано у Бањој Луци.
Добитник је многих признања и одликовања: Ордена рада са сребрним вијенцем, Мајске награде БиХ, Награде Бањалуке "Веселин Маслеша"..
Од 2003. "Глас Српске" у оквиру манифестације Избор десет најбољих спортиста Републике Српске додјељује награду "Златно перо-Лимун Папић" најбољем спортском новинару на крају календарске године.